# Obryte (powiat ostrowski)
Obryte – wieś sołecka w Polsce położona w województwie mazowieckim, w powiecie ostrowskim, w gminie Nur.
Wieś szlachecka położona  była w drugiej połowie XVI wieku w powiecie nurskim ziemi nurskiej województwa mazowieckiego. W latach 1975–1998 miejscowość należała administracyjnie do województwa łomżyńskiego.
Wierni Kościoła rzymskokatolickiego należą do parafii św. Jana Apostoła w Nurze.

## Historia
Wieś założona najprawdopodobniej w XV w. 
Znani właściciele Obrytego:
- w 1467 r. wymieniony Marcin
- Jan, Maciej i Zygmunt wzmiankowani w roku 1497
- na początku XVI w. właścicielem Paweł i jego synowie: Jan i Maciej. Rycerze ci nazwali się Obryckimi, herbu Prus I
- 1578-Feliks i Andrzej Obryccy. Posiadali 2 ½ włóki ziemi, na której mieszkali również kmiecie i zagrodnicy
- koniec XVI w.:
  - Stanisław, komornik ziemski, nurski
  - Felicjan, poseł na sejm
  - Kacper, burgrabia grodzki drohicki[9]

W XVIII w. część Obrytego wykupili Ossolińscy, tworząc z wykupionych włości, również z sąsiednich wsi, tzw. dobra Obryte.
W roku 1827 we wsi 11 domów i 71 mieszkańców.
W czasie uwłaszczenia chłopów w roku 1864 powstało we wsi 9 gospodarstw na 19 morgach ziemi. Folwark Obryte po pewnym czasie został rozparcelowany między chłopów i drobną szlachtę. Pod koniec XIX w. mieszkali tu włościanie i drobni szlachcice. Ci ostatni posiadali 159 ha użytków. Chłopskich gospodarstw było 28.
Spis powszechny z roku 1921 wykazał 30 domów i 172 mieszkańców.